# Улица Оноре де Бальзака (Киев)
Улица Оноре де Бальзака (укр. Вулиця Оноре де Бальзака) — улица в Деснянском районе города Киева. Пролегает от проспекта Романа Шухевича до улицы Милославская, исторически сложившаяся местность (район) Вигуровщина-Троещина.
Примыкают улица Алексеея Куринного, Каштановая, Архитектора Николаева, Рональда Рейгана, Викентия Беретти, Николая Лаврухина, Градинская, Сержа Лифаря, Константина Данькевича, Лискивская, Александры Экстер, Будищанская.

## История
В 1982 году село Троещина было включено в состав города Киева, со временем усадебная застройка была ликвидирована в связи со строительством нового жилого массива. 
Новая улица № 1 была проложена в 1983 году от проспекта Ватутина до конца застройки. Улица застраивалась вместе с другими улицами 1-й очереди жилого массива Троещина в Днепровском районе.
18 апреля 1983 года улица получила современное название  — в честь французского писателя Оноре де Бальзака, согласно Решению исполнительного комитета Киевского городского совета депутатов трудящихся № 613 «Про упорядочивание наименований и переименование улиц города Киева».
Согласно топографической карте M-36-050, к 1991 году была застроена парная сторона улицы, непарная — не застроена. Улица была проложена в виде одной дороги (сейчас два параллельных участка), участок длиной 0,7 км от проспекта Ватутина и почти до улицы Карла Маркса не был проложен.

## Застройка
Улица пролегает через весь жилмассив Вигуровщина-Троещина в северо-восточном направлении параллельно улице Владимира Маяковского — к административной границе Киевского горсовета с Броварским районом — и при этом образовывает две дуги-изгиба. Улица состоит из двух параллельно расположенных участков каждый из которых соответствует направлению движения (односторонние), которые имеют по два ряда движения. Между двумя участками улицы расположена Левобережная линия Киевского скоростного трамвая. 
Парная и непарная стороны улицы заняты многоэтажной жилой (9-14-16-этажные дома) застройкой и учреждениями обслуживания. Начало улицы (до примыкания улицы Карла Маркса) непарной стороны без застройки, далее (до примыкания улицы Теодора Драйзера) непарная сторона занята усадебной застройкой села Троещина.
Участок парной стороны между улицами Архитектора Николаева и Теодора Драйзера занят парком Героев Чернобыля. 
Учреждения:
1. дом № 8 Г — школа № 264
2. дом № 16 Б — детсад № 784
3. дом № 22 — отделение Государственного казначейства в Деснянском районе
4. дом № 28 — библиотека для детей № 115
5. дом № 46 Б — детсад № 512
6. дом № 52 Б — детсад № 771
7. дом № 52 В — ДЮСШ № 18 Деснянского района
8. дом № 55 А — детсад № 111
9. дом № 63 А — детсад № 83
10. дом № 64 — Деснянское государственное районное исполнительное управление юстиции в городе Киеве
11. дом № 86 А — детсад № 421